# Margit Angerlehner
Margit Angerlehner (* 11. November 1972 in Wels) ist eine österreichische Politikerin (ÖVP) und Unternehmerin. Seit 2021 ist sie Abgeordnete des Oberösterreichischen Landtags, dort Klubobfrau und ebenfalls seit 2021 Bürgermeisterin von Oftering.

## Leben und Wirken
Margit Angerlehner wurde am 11. November 1972 als Tochter von Ernst und Frieda Roitner in Wels in Oberösterreich geboren. Sie besuchte die Volksschule in Holzhausen, die Hauptschule in Marchtrenk und danach die Landwirtschaftliche Fachschule für Öko und Design in Mistelbach. Im Jahr 1988 begann sie eine Lehre in einem Maßsalon und schloss ihre Ausbildung 1994 mit der Meisterprüfung ab. Im Jahr 2001 gründete sie in Oftering eine eigene Damen-Maßschneiderei.
Sie ist Mutter von zwei Söhnen.

## Politik
Im Jahr 2009 wurde sie stellvertretende Bezirksfunktionärin und 2014 Bezirksvorsitzende von Frau in der Wirtschaft (FiW) im Bezirk Linz-Land und 2016 Landesvorsitzende von Oberösterreich. FiW ist ein Netzwerk für selbständige Frauen.
Kommunal war sie im Gemeinderat von Oftering aktiv. Sie wurde am 23. Oktober 2021 für die ÖVP in die XXIX. Periode des Oberösterreichischen Landtags gewählt. Dort ist sie Mitglied im Ausschuss für Finanzen und Kommunales, im Ausschuss für Standortentwicklung und im Ausschuss für Bauen und Naturschutz.
Seit 11. November 2021 ist sie Bürgermeisterin von Oftering.
Nach dem Wechsel von Christian Dörfel als Landesrat im Oktober 2024 in die Landesregierung Stelzer II folgte sie ihm als ÖVP-Klubobfrau im Landtag nach.

## Auszeichnungen
- Master Tailor Award[2]
- Haute Couture Award[2]